# ニコラ・クルストヴィッチ
ニコラ・クルストヴィッチ（セルビア語: Никола Крстовић, Nikola Krstović、2000年4月5日 - ）は、モンテネグロとセルビアのサッカー選手。セリエA・USレッチェ所属。モンテネグロ代表。ポジションはフォワード。

## クラブ歴
FKゼタ・ゴルボヴツィの下部組織出身。2016年4月23日のプルヴァ・ツルノゴルスカ・フドバルスカ・リーガの試合で後半にフィリプ・ククリチッチに代えて投入され、背番号13番を背負いトップチームデビュー。この日の彼は16歳と18日で、リーグ史上最年少出場記録となった。このシーズンはこれ以外にも3試合を途中出場で記録した。
2016年11月5日に、2016-17シーズン初出場。翌年3月の試合でプロ初得点を記録、2000年以降の生まれとしては同リーグで初めての得点者となった。トップチーム専任で過ごした初めてのシーズンは19試合7得点の結果を残した。
2017年6月29日、背番号9番をつけてUEFAヨーロッパリーグ 2017-18 予選に出場し、UEFA主催大会初出場。この試合はアウェーで1-0の敗北を喫したが、もう1試合のホームゲームでは1得点をあげて試合を引分にした。同年10月には初めてのハットトリックを達成。全ての試合を併せてこのシーズンは39試合出場15得点の記録であった。
2019年2月25日にセルビア・スーペルリーガのレッドスター・ベオグラードに1年延長オプションつきの2023年夏までの契約を締結。同年夏までは期限付き移籍の形でゼタに残留し、このシーズンは17得点、プルヴァ・ツルノゴルスカ・フドバルスカ・リーガで得点王に輝いた。
2023年8月18日、USレッチェへの移籍が発表され、4年契約を結んだ。

## 代表歴
モンテネグロ年代別代表ではU-17からの出場経歴がある。
U-21代表では2017年6月に初出場。同年のUEFA U-21欧州選手権2019予選でも得点を奪った。